# 帕奈尔

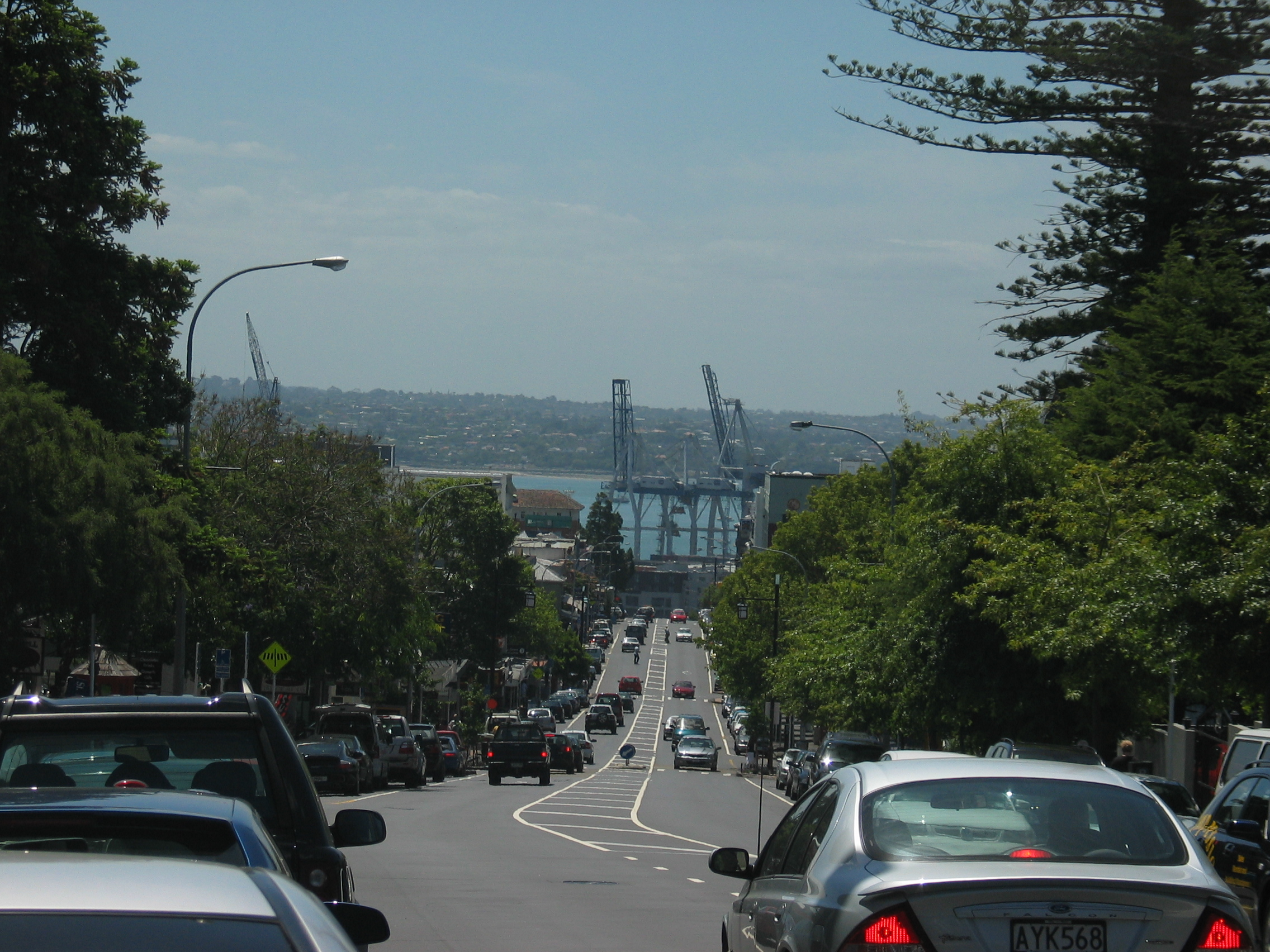
延帕奈爾路向西北方眺望，奥克兰港和Waitemata Harbour可见。

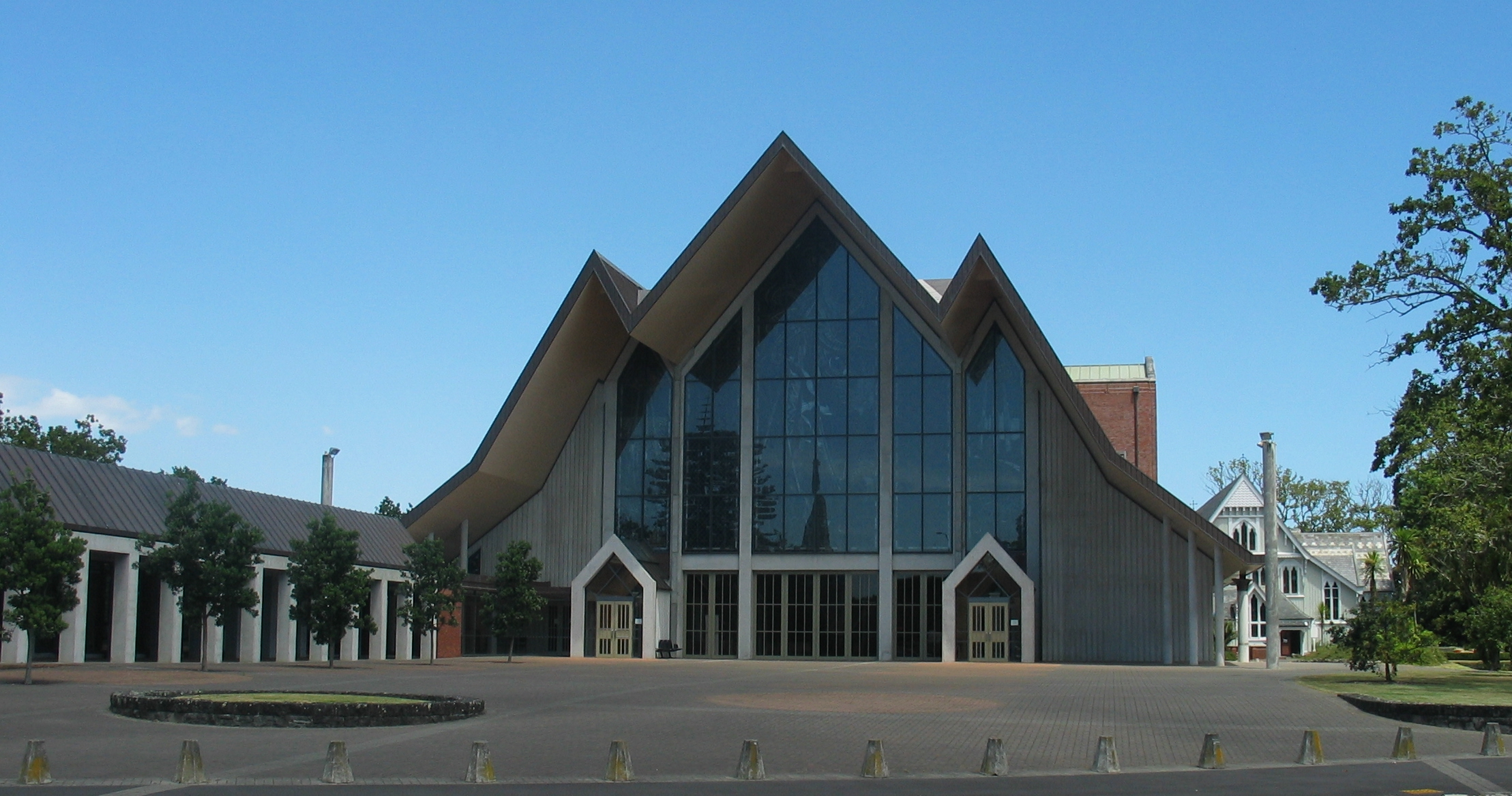
聖靈大教堂，与老聖瑪莉教堂在其后。

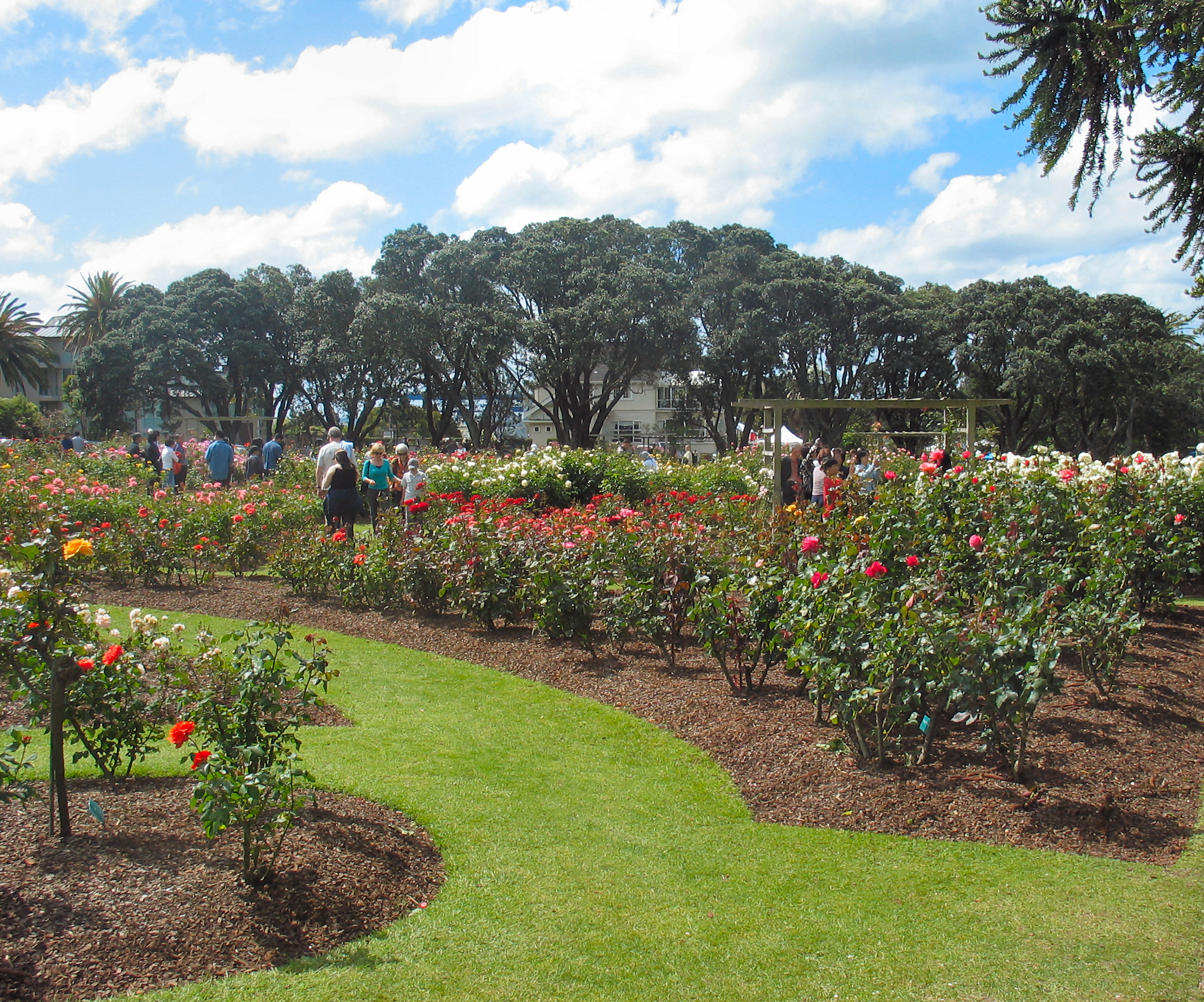
在2006年玫瑰节期间的帕奈爾玫瑰花園。

帕奈爾，位於紐西蘭奧克蘭市東部近郊，自1841年開始歐洲人移民於此，是紐西蘭最富裕的社區之一；往南邊為新市場區（Newmarket）、往北邊則為坐落許多重要辦公場所的St Georges Bay商業區。
帕奈爾有兩條主要道路，分別為帕奈爾坡道（Parnell Rise）和帕奈爾路（Parnell Road）。帕奈爾坡道（Parnell Rise）西邊即通往中央商業區；帕奈爾坡道（Parnell Rise）向東延伸出帕奈爾路通往本區的制高點，然後向西南方以近乎九十度大轉彎，通往新市場區，直到George St.和Sarawia St.交叉路口為盡頭，盡頭之後的道路則名為Broadway。

## 歷史
帕奈爾區是以Sameul Duncan Parnell而命名，以紀念他建立了紐西蘭的八小時工作制。

該區域最早由帕奈爾路委員會（Parnell Road Board）管理。1877年後，成立帕奈爾自治會（the Borough of Parnell），自治會在1913年（另一說為1915年）再併入了奧克蘭市議會。
帕奈爾區沒有專屬的火車站，但已有計畫於帕奈爾商店街（Parnell shops area）西側的Mainline Steam興建小車站。

## 建築
矗立於山頂的聖靈大教堂（Cathedral of the Holy Trinity）已然成為帕奈爾的地標。在它之前是木造的聖瑪莉教堂（St Mary's Church）服務帕奈爾區長達28年，1888年後由聖靈大教堂取代。
現今聖靈大教堂的建物可追溯自1960年代，它分為磚造唱詩樓、教堂主體兩大部分，是現代簡約風的哥德式建築。 
教堂的正面改建於1990年代，由Professor Richard Toy和John Sinclair所設計，教堂採用大片的彩色玻璃窗戶，陽光可穿透入室，新建部分還融入了毛利文化與圖騰。
緊臨著聖靈大教堂是較小的木造聖瑪莉教堂，它也是哥德式建築，創設於1885年，在聖靈大教堂出現之前，是居民寄託信仰之地。聖瑪莉教堂位於帕奈爾路上。
在1970年代初期，帕奈爾區仍相當老舊。直到商人Les Harvey創造了帕奈爾村（Parnell Village），才又使帕奈爾區恢復繁榮，成為遊客在週末的逛街好去處。
帕奈爾路的北段，主要是律師事務所、會計師事務所、商店，還有少部分的餐廳。
帕奈爾路的南段，聚集了許多愛德華式的店鋪，一些時尚精品店、夜店、酒吧。帕奈爾路兩側的街道，主要是住宅區，特別是St. Georges Bay Road上，有連棟的房屋、公寓等。
往北走到帕奈爾坡道的終點，即連接到海岸路（Beach Road）。海岸顧名思義，係圍繞著梅卡尼克斯灣（Mechanics Bay）的海岸線。海岸路上有舊奧克蘭火車站，是1930年代所興建的醒目建築，由Gummer和Ford設計。
當時城市的設計者試圖將火車站的地點從皇后街（Queen St.）末端規劃於此，藉此創造另一個新的商業區，這個計畫顯然沒有成功。現今建築物已經不再作為火車站之用，而由布里特馬特車站（Britomart Transport Centre）取代。

## 臨近學校
大學：奧克蘭大學（University of Auckland）、奧克蘭科技大學（Auckland University of Technology）；
州立中學：Auckland Grammar School、Epsom Girls Grammar School、St Peter's College、Baradene College of the Sacred Heart；
私立中學：ACG Parnell College
私立學院：Euroasia and Kaplan International Colleges
托兒所：Parnell District School接受1-8歲學齡學生，是奧克蘭歷史第二悠久的學校。

## 公園
帕奈爾區坐落著許多美麗公園，最重要的是帕奈爾玫瑰花園（Parnell Rose Gardens），除此之外還有許多零星散布的小公園。從中央區（CBD）往帕奈爾區移動，首先遇到的公園叫Fraser Park（當地人稱作Mike Robinson Park）。
在1921至2002年間，帕奈爾區的Carlaw Park是奧克蘭的英式橄欖球聯盟主場。